# Gheorghe Știrbu
Gheorghe Știrbu (n. 3 iunie 1916 sat Simionești, comuna Cordun, județul Neamț – d. 7 februarie 2007, Pitești) a fost un aviator și inginer constructor român.

## Viața și cariera militară
Gheorghe Știrbu s-a născut la 3 iunie 1916, în satul Simionești, comuna Cordun, județul Neamț, fiind mezinul dintr-o familie cu șase copii. În anul 1923, după ce termină Școala primară, este admis, printre primii, dintre cei 1200 de candidați pe 90 de locuri, la Liceul Militar General Macarovici din Iași. Diploma de bacalaureat o obține pe 3 septembrie 1936; tot în acest an devine elev la Școala de Ofițeri Aviatori Cotroceni.
La 10 mai 1939 termină studiile cu gradul de Sublocotenent Aviator și obține Brevetul de Pilot Militar, al doilea din promoția sa. Este avansat la gradul de Sublocotenent aviator la 1 iulie 1939 și repartizat la Flotila 1 Informații Iași. Urmează și Școala de Observatori aerieni la Tecuci. În cadrul Flotilei 1 Informații a funcționat ca pilot, observator și instructor al mitraliorilor de bord. Urmează cursuri de interpretare a fotografiilor aeriene la Centrul de Instrucție al Aeronauticii Pipera, unde este detașat în anul 1940. Încâ din prima zi de război, 22 iunie 1941, execută cu Esc. 22 Obs. unde activa, un număr mare de misiuni de război specifie aviației și bombardament ușor. Este mutat în cadrul Esc. 11 Obs. din Flotila 2 Informații, ce activa pe aerodromul din Tiraspol, unde execută misiuni de război în zona Odessa. Din 16 octombrie 1941, după căderea Odessei, în cadrul Esc. 22 Obs. execută misiuni de recunoaștere și supraveghere a litoralului Mării Negre. Este avansat la gradul de Locotenent aviator în 24 ianuarie 1942.
În toamna anului 1944 este admis la Facultatea de Construcții pe care o termină, în pofida lipsurilor materiale de după război, în anul 1949. Este încadrat în Comandamentul Aviației Militare în funcția de Șef proiect de Studii și Proiectări al Armatei, începând cu anul 1949. În anul 1953 este avansat la gradul de maior, iar peste 3 ani, ca urmare a rezultatelor obținute în proiectarea și executarera unor obiective militare aviatice, este avansat la gradul de Locotenent Colonel inginer. După desființarea institutului de Studii și Proiectări Militare, revine în aviație, fiind încadrat la Serviciul Cazarmare din Comandamentul Apărării Antiaeriene a teritoriului.
Este trecut în rezervă, ca urmare a refuzului de a se înscrie ca membru de partid, la 1 aprilie 1960 și pensionat cu gradul de Colonel (Comandor).
A funcționat apoi în cadrul Comitetului de Stat pentru Construcții, Arhitectură și Sistematizare. Se stinge din viață la 7 februarie 2007.

## Ordine și Medalii conferite
- Ordinul Coroana României în grad de cavaler cu spade și panglică de Virtute Militară
- Ordinul Meritul Militar, cls a III-a
- Ordinul Meritul Militar, cls a II-a
- Medalia Crucea Comemorativă a celui de Al Doilea Război Mondial, 1941-1945